# 植田辰哉
植田 辰哉（うえた たつや、1964年7月25日 - ）は、日本の元バレーボール選手（元全日本主将）、指導者（元バレーボール全日本男子代表監督）。
日本バレーボール協会男子強化委員会委員・発掘育成委員会副委員長（元・育成強化委員会ディレクター）。大阪商業大学特任教授。東かがわ市ふるさと大使。

## 経歴
香川県東かがわ市（旧大川郡白鳥町）出身。大阪商業大学附属高等学校（現・大阪商業大学高等学校）を経て大阪商業大学を卒業後の1987年、新日鐵（現・堺ブレイザーズ）に入る。センタープレイヤーとして日本バレーボールリーグ・ベスト6賞に5年連続選出された。全日本男子では、1992年バルセロナオリンピックにキャプテンとして出場するなど活躍した。その後、指導者として新日鉄ブレイザーズの監督、全日本ジュニア男子チームの監督などを歴任した。

### 全日本男子監督として
2004年のOQT敗退後に前任監督の田中幹保以下スタッフが総辞職し、植田は全日本男子暫定監督に就任しその年のワールドリーグ予選ラウンドの指揮を執った。当時のJVA会長で強化事業本部長の立木正夫によると、植田は選任にあたり自薦他薦を合わせて10名集まった中で国内から志願した唯一人の候補者だったという。
その翌年の2005年に植田は代表監督を要請され、正式に就任した。植田は最初のミーティングで選手に「全日本男子では寝癖のついたような頭や茶髪は禁止（ヒゲも）」だと、自身の方針を伝えた。当初は「練習中に水を飲んではならない」もあったが、のちに栄養士の意見を聞き入れ撤廃している。他にもチームスタッフにメンタルケアスタッフを加える等、専門家の意見は柔軟に取り入れている。この年のアジア選手権で5大会10年ぶりの優勝を果たした。
2006年の世界選手権で1982年の4位以来となる8位入賞を果たし、ドーハアジア大会で5位にもなった。
2007年、Vリーグ40回大会記念特別表彰においてVリーグ栄誉賞を受賞し、アジア選手権でも準優勝した。
2008年6月7日、監督として采配を振った2008年北京オリンピックのバレーボール競技・世界最終予選に於いてアジア1位の成績で自身が選手として出場した1992年のバルセロナ五輪以来16年ぶりの五輪出場権を獲得したが、8月のオリンピック本戦では1次リーグで敗退した。
北京五輪後、日本バレーボール協会は代表監督の公募を行った。ジュリオ・ベラスコ（こののちイラン男子代表の監督に就任）ら複数の応募があったが、最終的に植田監督の続投が決定した。
2009年、アジア選手権で2大会ぶりの優勝を果たす。グランドチャンピオンズカップで、主要国際大会においては32年ぶりとなる銅メダルを獲得した。
2010年、世界選手権で2次リーグで敗退したものの、広州アジア大会で4大会16年ぶりの金メダルを獲得する。
2012年6月、ロンドンオリンピック世界最終予選は全体4位（アジア3位）におわり2大会連続の五輪出場はならなかった。大会終了後、植田は日本バレーボール協会に対して辞任を申し出たが、協会からは任期が切れる2013年3月までは現場の強化に携わるよう要請されたため、引き続き全日本チームでの任にあたった（第3回アジアカップでチームマネージャーなど）。なお、2012年9月の2013年バレーボール・ワールドリーグ予選は諸隈直樹が監督代行を務めた。

### その後
植田の母校の大阪商業大学は2013年3月6日、植田を4月1日から特任教授にすることを発表した。
2013年、第8回東アジア地区男子バレー選手権（ジュニア）でチームマネージャーを務めた。
同年11月に東かがわ市合併10周年を機に創設された「ふるさと大使」に就任。
2015年、バレーボール一筋だった人生に疑問を抱き、所属していた新日鐵住金に自ら志願して営業部へ異動。3年に渡ってキャリアを積んだ。
2018年には、一流のアスリートを超一流に導く早稲田大学大学院のゼミ「平田竹男研究室」に入学。研究課題は「ブラジル男子バレーボールが世界で勝つための強化策・フィジカルトレーニングの年代別指針を定めたブラジル連盟のリーダーシップとプロクラブの協力」
現在は大阪商業大学の教授として学生の指導や地域交流活動を行う傍ら、講演活動、バレーボール解説、メディア出演など多岐に渡って活動中。

## 人物
- 2005年の就任当時、1992年バルセロナオリンピック以来オリンピックから遠ざかっていた全日本男子を再びオリンピックに出場させるという重要な役目ゆえ、試合中でも練習中でも非常に厳しい表情で戦況を見つめ、時には怒鳴り、選手を鼓舞した。しかし練習オフのインタビューで植田は、「徳島ラーメンって美味しいよね」と普段は見せないような表情で答えたこともあった。
- 2006年11月19日、バレーボール世界選手権のプエルトリコ戦の第4セットにて36-34で競り勝った瞬間、植田はコートに（仰向けで）大の字に倒れて感激を表した。また、2008年6月7日に北京オリンピック出場権を獲得した際にも、感激してコートに（前のめりに）大の字に倒れこみそのまま号泣している。なお、後者のシーンは植田の名シーンとして多くの報道番組で取り上げられた。
- 前述の北京オリンピック世界最終予選やロンドンオリンピック世界最終予選では、きっちりと整った髪形で（ジャージでなく）スーツ姿で臨んだ[13]。
- また、植田は基礎体力を中心に行う凄まじい練習量を課すことで知られる。また「茶髪」「ろくに挨拶も出来ない」「国歌斉唱の際知らん振りで口を閉じている」選手は要らないと公言している。その一方、選手には｢頑張ろう!｣と声をかけ、励ましあう事も多い。北京五輪最終予選初戦でイタリアと対戦し負けた後、植田の息子から｢父ちゃん、まだ終わっていないよ。頑張ろう。｣と声を掛けられた事から植田も気分が軽くなったという。以来、植田は選手を励ましあい、結果的に16年ぶりの五輪出場を決めた。
- 全日本男子チームが2010年7月に合宿でダッシュ練習を行った北海道芦別市旭町油谷の坂道（市道）は、それが縁で地元有志により「植田坂」と名づけられた[14]。

## 球歴
- 全日本代表としての主な国際大会出場歴
  - オリンピック - 1992年
  - ワールドカップ - 1989年、1991年

## 受賞歴
- 1987年 - 第21回日本リーグ 新人賞
- 1988年 - 第22回日本リーグ ベスト6
- 1989年 - 第23回日本リーグ ベスト6
- 1990年 - 第24回日本リーグ ブロック賞・ベスト6
- 1991年 - 第25回日本リーグ スパイク賞・ベスト6
- 1992年 - 第26回日本リーグ スパイク賞・ベスト6
- 1993年 - 第27回日本リーグ ブロック賞
- 1994年 - 第1回Vリーグ スパイク賞
- 2007年 - 2006-07プレミアリーグ Vリーグ栄誉賞

## 所属チーム

### 選手
- 白鳥中学校[15]
- 大阪商業大学高等学校
- 大阪商業大学
- 新日鐵堺/新日鐵ブレイザーズ（1987-1998年）

### 指導者
- 新日鐵堺/新日鐵ブレイザーズ/堺ブレイザーズ
  - 選手兼コーチ（1993-1998年）
  - コーチ（1998-1999年）
  - 監督（1999-2002年）
- 全日本ジュニア男子
- 全日本男子（2005-2013年）

## 指導者資格
- 日本オリンピック委員会専任コーチ（TOPコーチアカデミー）
- 日本体育協会上級コーチ

## 著書
- 植田辰哉 徹底マネジメント（2009年11月、総合法令出版）ISBN 978-4862801814